# China Zun
China Zun (chinois : 中国尊 ; pinyin : zhōngguó zūn) également connu sous le nom de CITIC Tower (chinois : 中信集团总部大楼 ; pinyin : zhōngxìn jítuán zǒngbù dàlóu), est un gratte-ciel de 108 étages situé dans le quartier d’affaires de Pékin en Chine. Son nom vient du zun, un ancien type de vase chinois ancien en bronze qui inspira le style architectural de l’édifice. 
Les travaux de construction débutèrent le 19 septembre 2011, la hauteur finale fut atteinte le 18 août 2017 et la tour fut achevée le 28 décembre 2018 puis intégralement validée par les autorités le 28 novembre 2019,,.
Les cabinet mondiaux d'architecture Farrels ainsi que l'agence américaine Kohn Pedersen Fox (KPF) accompagnèrent la complétion de ce projet,.
Il s’agit d’un bâtiment à usage mixte, comprenant des étages de bureaux, d'appartements de luxe, de centre commercial ainsi que d'hôtel. Les derniers étages accueillent une terrasse d'observation.
Avec 528 mètres de hauteur, il s’agit d'une part du plus haut édifice de la municipalité dominant l’ensemble du quartier d’affaires et surpassant le record originellement détenu par le China World Trade Center Tower 3, et d'autre part, du troisième plus haut bâtiment du nord de la Chine après le Goldin Finance 117 et le Tianjin CTF Finance Centre, toutes deux situées à Tianjin.
Les autorités ayant décidé en 2018 de plafonner la hauteur maximale des nouveaux projets de gratte-ciel du CBD à 180 mètres, il est possible que la tour conserve ce titre pour un certain temps.

## Galerie

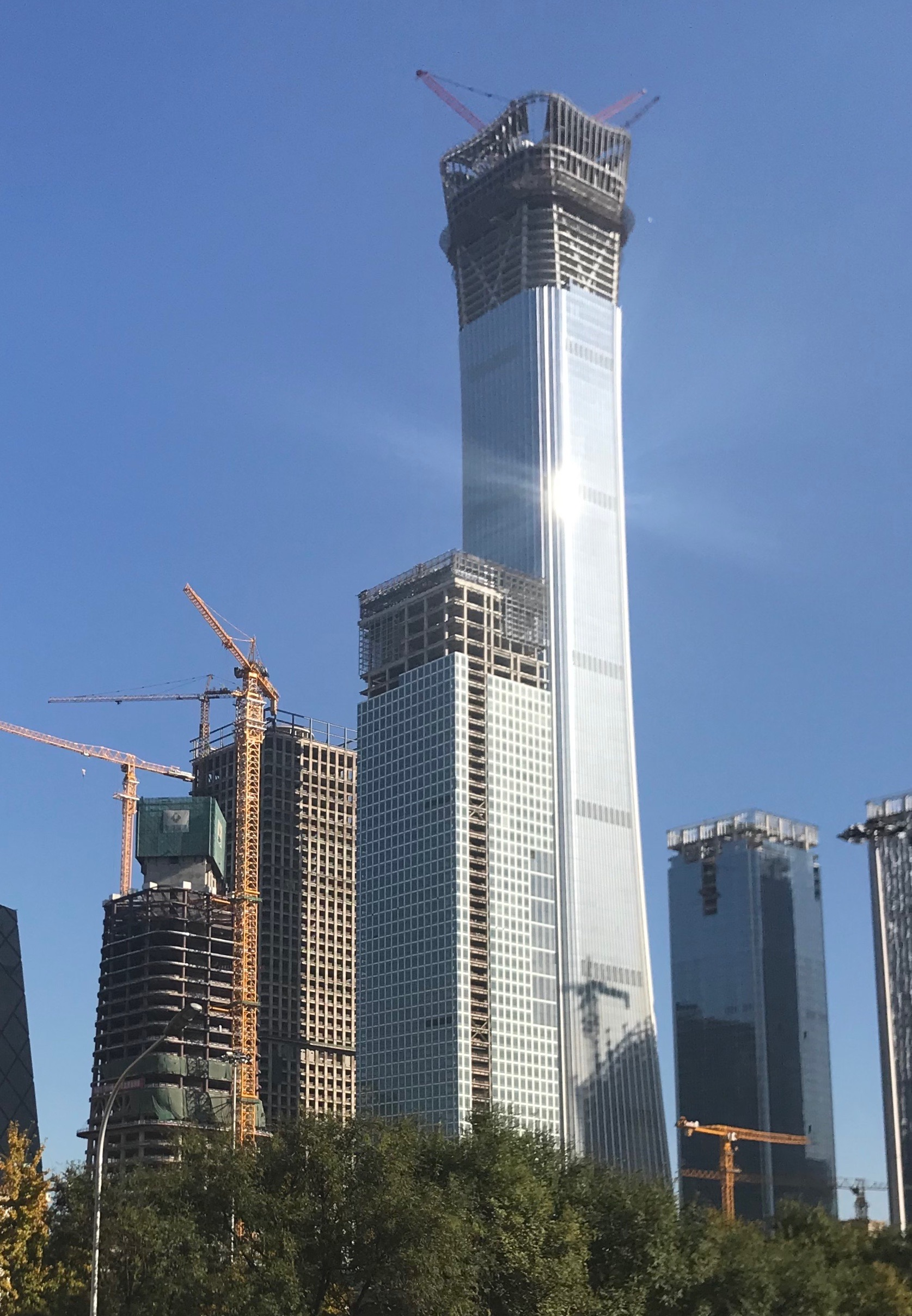
China Zun en construction en novembre 2017
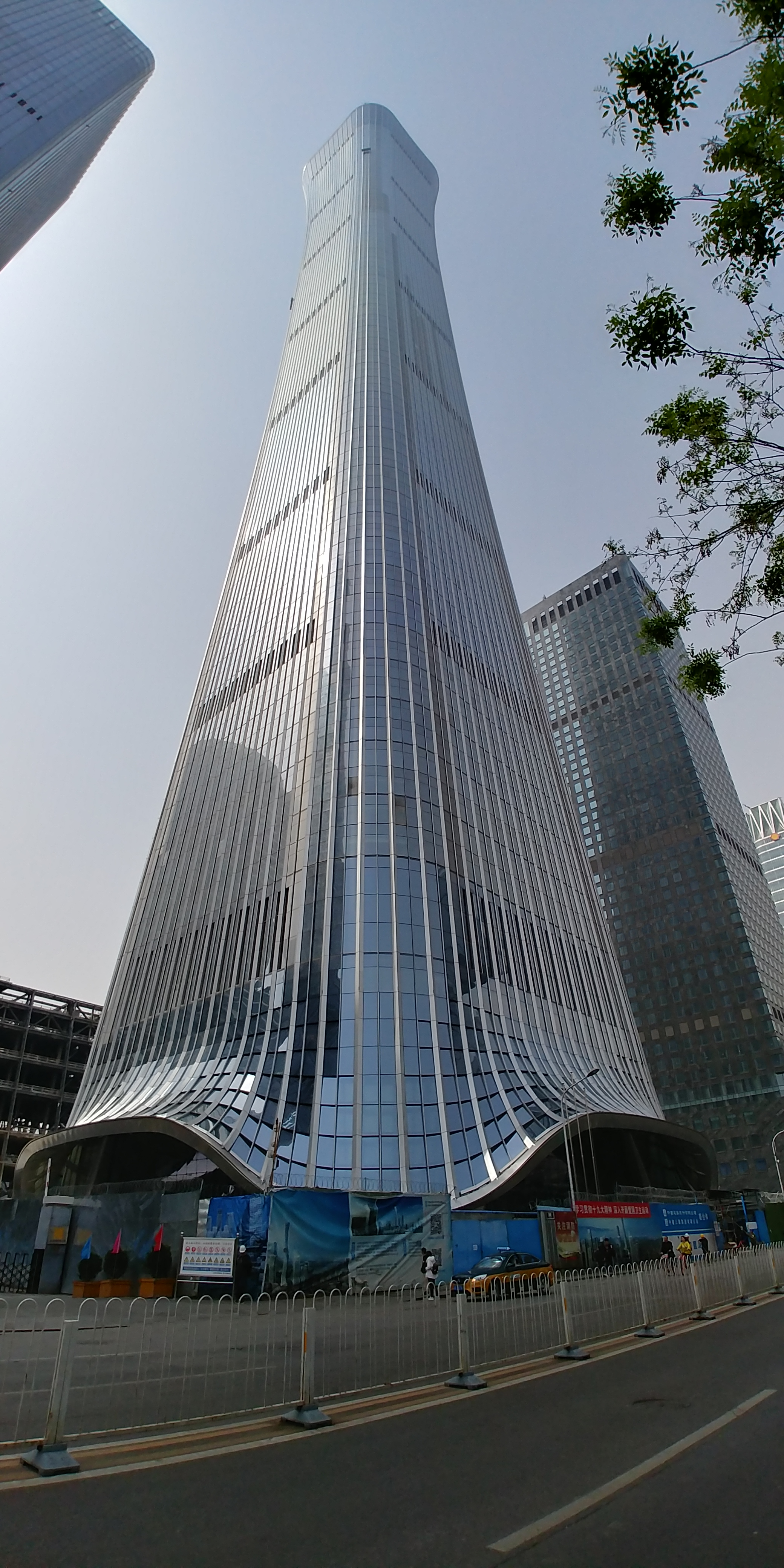
China Zun en avril 2019
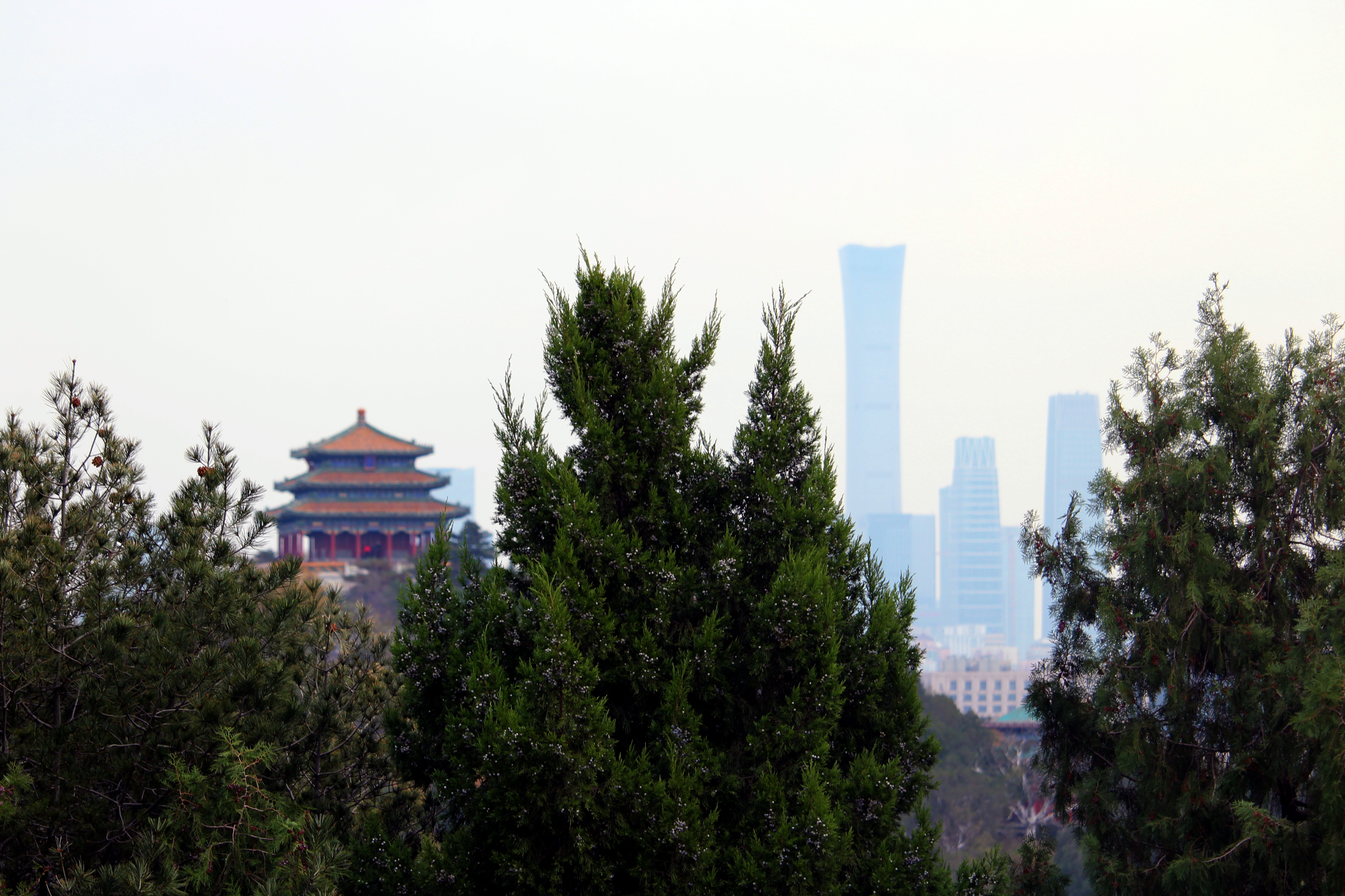
China Zun (à gauche) avec la colline du Charbon dominant le Parc Jingshan (à droite)
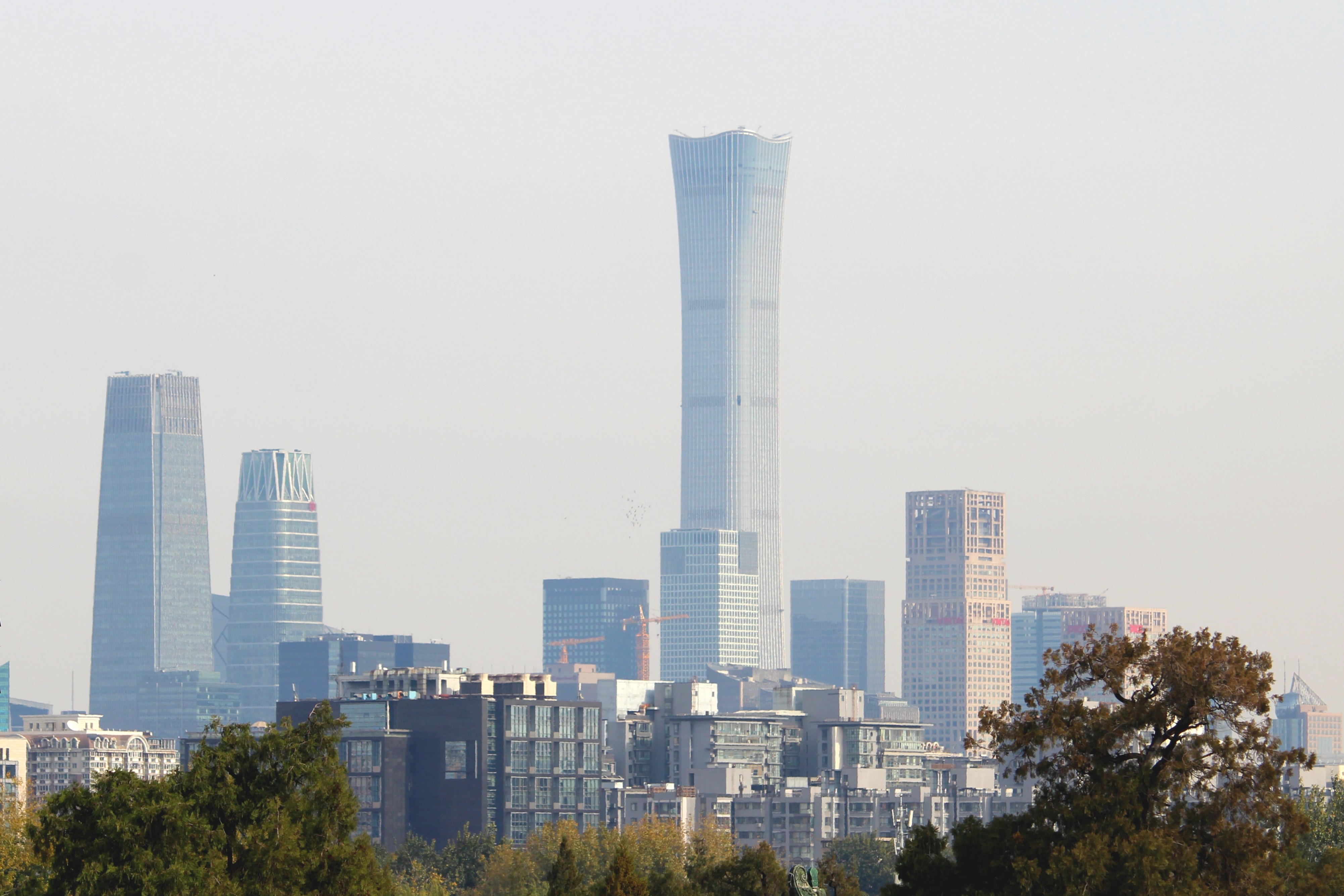
China Zun depuis le Temple du Ciel